# Murcia–San Javier repülőtér
Murcia–San Javier repülőtér (IATA: MJV, ICAO: LELC) egy katonai- és korábban nemzetközi repülőtér San Javier közelében. A légikikötő 1929-ben nyílt meg. Éves utasforgalma 0 fő .
Miután 2019-ben elkészült az új Región de Murcia nemzetközi repülőtér, Murcia–San Javier csak katonai repülőtérként üzemel tovább.

## Forgalom
Az utasforgalom az elmúlt években az alábbi módon változott:
| Utasok száma | 556 927 | 1 416 537 | 2 002 949 | 1 630 684 | 1 262 597 | 1 140 813 | 1 067 668 | 1 196 587 | 21 559 |      |
|              | 2003    | 2005      | 2007      | 2009      | 2011      | 2013      | 2015      | 2017      | 2019   | 2022 |

## Kifutópályák
A repülőtér futópályái:
- 05R/23L (2320 m, 45 m, aszfalt)
- 05L/23R (1577 m, 45 m, aszfalt)